# 老子想尔注
《老子想爾注》簡稱《想爾注》，是道教天師道對老子《道德經》所作的一部註釋，有關其作者與年代未有定論，有成書於張陵、張魯、六朝初年、南北朝初年等多種說法。經文刪去虛字，合5000字，號稱「五千文」。注釋往往自行發揮，文字淺陋，違背經文本意，甚至偶有改易經文之處。在張魯統治漢中時，《老子想爾注》用以教化道民信眾，地位崇高，六朝時仍受推崇為經典，普遍為天師道士所誦習，大約於唐末動亂時佚失，今僅存一北朝人所寫的殘本在世，發現於敦煌石窟中。《想爾注》神道設教，把「道」擬人化，激發信眾向善，以心的意志行善勝惡，發揮《道德經》「至誠」與清靜的道德意識，強調精、氣、神三者結合的養生說，敦促信眾要奉行「道誡」，以延年增壽，去惡從善；人要無思無欲、無為無名、不貪榮求寵，不爭強好勝，並批評下古帝王不信大道，導致疾疫盛行，人民離亂。《想爾注》亦抨擊其他道教教派，禁止祭祀，反對當時道士冥想存思五臟神的「守一」法，亦批判還精補腦、採陰補陽的房中術。《想爾注》今有饒宗頤的校刊本及柏夷（Stephen R. Bokenkamp）的英譯本行世。

## 作者與年代
《老子想爾注》的作者與成書年代，有多種說法。唐宋時期，道士著錄作者是東漢天師道天師張道陵或其孫張魯 :1-2:298。陳世驤:131、大淵忍爾都相信作者是張魯:59。饒宗頤認為原作者或是張陵，其後其孫張魯加以釐定文字，後來又認為注釋為張魯所作，而託名於張陵:4-5、131；李豐楙:152、柏夷（Stephen R. Bokenkamp）都認為是東漢末五斗米道之作，柏夷認為成書於215年以前，作者不詳，但不排除是張魯:31-32。楠山春樹認為是六朝時期成書，原田二郎認為是六朝初年:152。柳存仁:299、劉屹認為作於南北朝:164；麥谷邦夫推測成書於寇謙之的新天師道教團:41，小林正美則推斷作者是劉宋中期至劉宋末時的天師道道士:290。

## 內容與思想

### 經與注
《老子想爾注》注解老子《道德經》，「想爾」一名，源自道教冥想法「存想」:120。所用《道德經》文，比王弼本和河上公本都更接近馬王堆帛書本《老子》:103。經文刪減虛字，合五千字之數，號稱「五千文」:52。《想爾注》注釋常與原文的意思相違背:30，頗多牽強附會之處，放棄不談《道德經》的哲理，文句訓詁方面亦常有曲解之處，有時甚至是「乖謬可笑」的:90、82、92。注文部份因襲東漢《太平經》的說法，間中沿用《河上公注》的意思。經文文字偶有故意改動，以樹立新義，未必符合《道德經》原意:89、79、76，如把《老子》第16章和25章的「王」字改為「生」字，以強調對生命和長壽的關注:104。

### 說教與守誡
《想爾注》有神道設教的教法，指出畏道畏天的宗教約束力，使人改過遷善:169。注文以第一人稱「吾」口吻來假託「道」言，對信眾發布教導和訓誡:61，把《道德經》中的「吾」解釋為「道」，把「道」擬人化或神格化:286，形而上的「道」改成為有意志的神靈，至尊至上:157-158。注文中的「道」也指老子，等同「道」和老子兩者:287、290。《想爾注》強調信眾要遵守和奉行「道誡」，信眾只有謹守道誡，才可以延年增壽，除災得福:61，得道成仙。守誡使人去惡從善，在自我信道守誡的工夫達致較高境界時，就可以即使置身惡事之間亦如胎兒。只要不違道誡，就可以「淵深似道」，體認精微之氣。《想爾注》所提及的道誡，就是「想爾戒」，是條目式的簡約戒條:159、169、160。《想爾注》發揮和詮釋天師道戒律「想爾戒」的教訓:293、298，闡述和解釋「想爾九戒」和「想爾二十七戒」:154。「道」的落實就是道誡，是道德的總原則，用以解決善惡、欲望等問題，是根本之道:161。上古帝王都遵守大道教誨，用以教化天下，故能實現太平之治；下古的帝王漸漸不信大道，導致天象混亂，疾疫盛行，人民離亂。帝王只有奉道守道，才能致太平之世:62。

### 長生術
《想爾注》相信神仙可學而成，鼓勵道民修行成仙；修成仙士，出於努力學習，而不信天生而成的宿命說:176-177。《想爾注》認為善保精氣可以實現仙壽，要做到無思無欲、無為無名、不貪榮求寵，不爭強好勝，不為惡事等:61，秉承老子自然 無為的思想，批判人性的各種欲望，常以俗人與道人相對照，所謂物質享受、功名利祿，均違反了「道」，仙士才能達致長生，有宗教清修的意義。欲望是有為的，違反無為，道人要以心的力量規約欲念。《想爾注》激發道民向善，以心的意志行善勝惡:166-168，發揮《道德經》「至誠」與清靜的道德意識，從至誠所發的善、所行的忠孝仁義才是真性，要行仁義需有至誠之心，否則就是詐為仁義。與批評道德虛詐的老子作比較，想爾注有限度地接納了世俗的仁義之說。至誠符合道家的「道」，無心無意，自然而成。「清靜」是一種修養境界，是奉道者的基本工夫。修道者能清靜，就能無欲和體道，合乎自然，超越世俗的欲望:170、172，是體現道的實踐工夫。《想爾注》提出「道氣」說，點出道氣、精氣的修練，道或道氣的本質是自然和清靜:158-159；並提出「結精成神」說，強調精、氣、神三者結合的養生說；精與道共為一體，是生命本源，必須保養精氣:165。

### 鬼神
《想爾注》批評和禁止祭祀:294，批判當時民間的祭祀求福、祭禱成仙說。《想爾注》採取當時民間有關「天曹」的信仰，相信由司過之神執常人壽的增減。跟漢代人相信地府有地下主、地下丞等官僚的想法相似，《想爾注》相信「地官」掌管死亡:174-176，將冥府分為「太陰」與地官，賢人道士乃假托避世而假死，將身形暫停於「太陰」中，在太陰煉形後，修練成新的肉體，可以於他處重生再生；不修道的俗人直接進入地府，死後隸屬於地官，乃是真死而無再生的可能:159:28。

### 抨擊邪偽
張魯為建立其宗教王國，必須提振宗教意識，自我確定為真道，所傳為真文，嚴厲批評其他教法為邪偽:165。《想爾注》排詆五經，貶抑孔子，排斥其他道教派別:138-139，強調自身維護和主張的是真道，批判儒家經籍具有「邪文」的成份，不能算是真道，也批判當時的其他道教流派:161-162，包括存思體內神的學說和還精補腦的房中術。《想爾注》強調「道」無形無象，批評「道」具有服色名字、狀貌長短的說法:33，反對存思對象有服色、名字、狀貌、長短的「思五臟神法」:162及「守一」之法，後者以「一」為五臟神等體內神，並對其瞑目存思的內觀之術，《想爾注》視之為「世閒常偽伎」而加以批判，主張經文「守一」即是遵守道誡:32。《想爾注》其次批判其時方士盛行的房中術:163，反對左慈一類方士的房中補導之術:140，批評託名黃帝、玄女、龔子、容成等房中術是「世閒偽伎」:33，反對握固不施（性交而不射精）、還精補腦、採陰補陽的做法，認為其術既不得長生，又有損教團的延續和發展:100-107。年輕人亦應養身惜精，否則放縱傷身:104。麥谷邦夫推斷《想爾注》批評的具體對象是東晉南朝時的上清派:34，小林正美則推測所針對的是劉宋時天師道的「三洞派」:300。

## 地位
《老子想爾注》是道教徒對《道德經》最早的一部注釋:29，在張魯統治漢中時受奉為聖典:140，用作向西蜀地區百姓傳教:155。張魯投降曹操後，《想爾注》從之衰落，信奉者減少:140-141。南北朝時，《想爾注》和無注本《老子》、《河上公注》一起作為天師道士基本的誦習讀物，是天師道代表性經典:146，列入道藏三洞四輔的太玄部，為南朝與隋唐道士所必讀，受廣泛傳誦:2-131，在《道德經》的各家注釋中地位僅次於《老子河上公注》:177。隨著《河上公注》在道士間愈益重要，《想爾注》日益顯得過時，被視為符籙一樣，只為高位階的道士所擁有:59。《想爾注》因文字淺陋，意思常與《道德經》原文相違背，漸漸失傳:5，約在唐末時失佚於戰亂中:125，明代時亦沒有收入《正統道藏》。《想爾注》記錄了東漢原始道教的學說，是現代學術上的重要資料，對道教史研究貢獻至大:5。

## 版本
《老子想爾注》今僅存敦煌莫高窟古抄本殘卷，出自北朝人的手筆，被英國考古學家马尔克·奥莱尔·斯坦因帶到英國，藏於大英博物館，編號S6825:1、101。殘卷卷長約30英尺，起自今通行本《老子》「道經」第三章，直至「道經」卷尾。經文與注釋相連，不分章，經注行位和字體大小都沒有分別。字體寫法分歧甚多，不似唐寫本般標準化:120、122。抄本誤字亦頗多，句讀困難，饒宗頤《老子想爾注校證》錄出殘本，加以分章，分別正文與注文，並註明別字:5。譯本方面，柏夷英譯《想爾注》，1997年加州大學出版社出版:78-142。